# 咸丰站
咸丰站位于湖北省恩施土家族苗族自治州咸丰县曲江镇（原丁寨乡），是黔常铁路的一座车站，2019年12月26日开通，面积约2550平方米，可容纳500人同时候车。